# Álvaro Espinoza (beisbolista)
Álvaro Alberto Espinoza Ramírez (Valencia, Venezuela, 19 de febrero de 1962) es un ex campocorto venezolano de las Grandes Ligas. Bateaba y lanzaba con la derecha. Luego de su retiro como jugador, se dedicó a la dirección técnica en MLB, Venezuela, Corea del Sur y México.

## Primeros años
Nació en Valencia, Carabobo, se graduó del Liceo Pedro Gual donde jugó béisbol, fútbol y baloncesto.

## Carrera profesional
Como joven prospecto, Espinoza fue firmado como jugador amateur no seleccionado en el draft en 1978, por los Houston Astros, quienes posteriormente lo dejarían en libertad. Pero pasó a tener tres temporadas con los Minnesota Twins (1984-1986), fue campocorto titular de los Yankees de Nueva York (1988-1991), los Indios de Cleveland (1993-1996), los Mets de Nueva York (1996) y los Marineros de Seattle (1997).
Con Cleveland formó parte del equipo que, en 1995, disputó la Serie Mundial ente los Bravos de Atlanta.
Espinoza era un buen bateador de contacto. Su juego consistía simplemente en poner la pelota en juego y no tratar de golpear con fuerza. Como corredor de bases, tenía una velocidad promedio.
Probablemente, no fue uno de los atletas más destacados que jamás haya jugado como campocorto, pero se posicionó extremadamente bien y llegó a muchas pelotas que podrían haber eludido a algunos campocortos más llamativos. Un fildeador de manos seguras, tenía un brazo fuerte y encontró muchas maneras de convertir un doble play. Además, su concentración y conocimiento del juego fueron sus principales activos.
En una carrera de 12 temporadas, Espinoza bateó un promedio de .254 con 22 jonrones y 201 carreras impulsadas en 942 juegos, en los cuales anotó 252 carreras, disparó 105 dobles y 9 triples y logró 13 bases robadas .

### En el béisbol de invierno
Cuando Houston deja libre a Espinoza, en Venezuela se había credo la Liga de Verano, y tuvo la oportunidad de jugar para los Diablos Rojos de Carora, dirigido por Domingo Carrasquel.
En la Liga Venezolana de Beisbol Profesional, participó en 18 temporadas. Comenzó con los Tigres de Aragua, por 12 campañas, luego fue parte de los Navegantes del Magallanes, en los que jugó 5 zafras -tras dos años de ausencia por una lesión en la rodilla- y consiguió 3 campeonatos. Uno en la campaña 1993-1994, contra los Leones del Caracas, otro en la 1995-1996 ante Cardenales de Lara y, el último, en la 1996-1997, otra vez, frente a Leones.
Se retiró de la pelota venezolana en la 1998-1999 con los Caribes de Anzoátegui.
Dejó estadísticas ofensivas en Venezuela de .266 de promedio, 394 hits, 1.546 turnos al bate, 48 dobles, 9 triples y 7 cuadrangulares, con 149 carreras empujadas y 162 anotadas, además de slugging de .311 y 29 bases robadas. En las finales que ganó en Valencia, ligó .241 (1993-94); .304 (1995-96) y .320 (1996-97), siendo  pieza clave para Magallanes.
Espinoza también incurrió como técnico en la LVBP, con Caribes, a los que dirigió en la temporada 2008-2009 y fue coach en Magallanes y Águilas del Zulia.

## Carrera como entrenador
Al finalizar su carrera como jugador, después de la temporada de 1997, Espinoza se dedicó a la dirección técnica. En 1998, trabajó con los Expos de Montreal como coordinador del cuadro interior de las ligas menores.
Contratado por la organización de los Dodgers de Los Ángeles, Espinoza hizo su debut como entrenador en 1999 y dirigió al filial Clase A de Vero Beach, con un récord de 48–85 en la Liga Estatal de Florida. Pasó el 2000 y el 2001 como coordinador itinerante del cuadro interior de las ligas menores de los Dodgers. En 2002, Espinoza fue contratado por los Piratas de Pittsburgh y fue nombrado Instructor del cuadro interior en 2004.
Con los San Francisco Giants, en las menores, fue nombrado mánager del año en el 2019 y fue coach de primera base en el Juego de Futuras Estrellas.
Espinoza ha sido coach en MLB, en México, la LVBP y Corea del Sur (2020). En el país asiático, dirigió a los Héroes de Kiwoom, cuadro de la Organización Coreana de Béisbol (KBO).
El 12 de marzo de 2022 Álvaro Espinoza se trasladó a México para asumir el cargo de mánager de los Generales de Durango equipo perteneciente a la Liga Mexicana de Béisbol.

## Curiosidades
- En 1991 se convirtió en el primer lanzador en batear en Comiskey Park. New York Yankees perdía el juego y el mánager le pidió lanzar. Dominó a históricos como Tim Raines y Robin Ventura.[5]
- El de Espinoza era uno de los nombres favoritos del locutor de megafonía de los Yankees de Nueva York, Bob Sheppard, para anunciar.[8]

- También se destacó por sus payasadas con el sombrero de chicle, así como por otras bromas pesadas que él y su compañero de equipo Wayne Kirby solían jugar en los Indios de Cleveland de 1995.
- Espinoza, Ruppert Jones, Dave Kingman, Ricky Nelson y José Canseco son los únicos jugadores que batearon una pelota que se atascó en el estadio. Jones y Nelson conectaron hits que quedaron atrapados en los parlantes del viejo Kingdome. Las bolas golpeadas por Kingman y Espinoza estaban en el Metrodome de Minneapolis, Kingman atinó una válvula de drenaje y Espinoza un altavoz superior.[9]